# Reinhard Büttner
Reinhard Büttner (* 15. Januar 1960 in Fulda) ist ein deutscher Pathologe und Hochschullehrer. Seit 2011 ist er Lehrstuhlinhaber für Pathologie an der Universität Köln.

## Werdegang
Büttner studierte 1979 bis 1985 Humanmedizin, Völkerkunde und Afrikanistik in Mainz sowie Humanmedizin in München, Köln und an der Middlesex Hospital Medical School in London. 1985 wurde er mit der Arbeit Untersuchungen zur elektrophoretischen Differenzierung des Genoms von humanen Rotaviren an der LMU München zum Doktor der Medizin promoviert. Im selben Jahr absolvierte er die United States Medical Licensing Examination.
Nach mehreren Jahren als Wissenschaftlicher Mitarbeiter und Assistent, u. a. am Institut für Pathologie der RWTH Aachen, am Department of Tumor Biology des University of Texas MD Anderson Cancer Center in Houston und am Institut für Pathologie der Universität Regensburg habilitierte er sich 1995 für das Fach Experimentelle Pathologie. Ein Jahr darauf erhielt er dort auch seine Anerkennung als Facharzt für Pathologie. 1999 berief die RWTH Aachen ihn auf den Lehrstuhl für Pathologie und Zytologie, 2001 wechselte er auf den Lehrstuhl für Pathologie an der Universität Bonn, wo er von 2005 bis 2008 das Amt eines Dekans der Medizinischen Fakultät ausübte. Seit 2011 ist er Lehrstuhlinhaber für Pathologie an der Universität Köln.
Büttner ist Mitgründer des Deutschen Registers für Gastrointestinale Stromatumoren. Schwerpunkte seiner Arbeit sind die Generierung von Tiermodellen für humane Erkrankungen und die Erforschung der Mechanismen der Genregulation in bösartigen Tumoren, insbesondere zur Diagnostik und Therapieprädiktion von Sarkomen.

## Auszeichnungen und Mitgliedschaften
- 1979 – 1985 Stipendiat der Studienstiftung des Deutschen Volkes
- seit 2004 Mitglied der Nationalen Akademie der Wissenschaften Leopoldina
- seit 2011 ordentliches Mitglied der Nordrhein-Westfälischen Akademie der Wissenschaften und Künste
- Beiratsmitglied der Sarkomkonferenz.[5]
- Präsident der Internationalen Akademie für Pathologie, Deutsche Sektion[2]
- Deutsche Krebshilfe Preis 2023
- Präsident des Deutschen Krebskongresses 2024[6]